# Кусиро (река)
Кусиро или Кусиро-Гава (яп. 釧路川 кусирогава) — река в Японии на острове Хоккайдо. Протекает по территории округа Кусиро.
Кусиро вытекает из озера Куттяро, расположенного в национальном парке Акан-масю. Она петляет и течёт через посёлки Тесикага и Сибетя, в последнем поворачивает на юго-запад. Река протекает по восточному краю равнины Кусиро вдоль террасы Немуро, ниже которой попадает в болота Кусиро, через которые она медленно течёт на юг. Там в неё впадают притоки Кутёро (длиной 60,2 км) и Сецури (длиной 59,8 км). От подножия горы Ивабокки (Ивахоки-яма) Кусиро течёт по прямому, проложенному человеком руслу Синкусиро («новая Кусиро») до Тихого океана, в который она впадает у порта Кусиро.
Длина реки составляет 154 км, на территории её бассейна (2510 км²) проживает около 170 тыс. человек. Согласно японской классификации, Кусиро является рекой первого класса.
Осадки в низовьях реки составляют около 1043 мм в год.
Болота Кусиро площадью 190 км² являются крупнейшими в Японии и были признаны рамсарским угодьем в 1980 и национальным парком в 1987 году. Более 80 % территории состоит из низинных торфяных болот, на которых растут камыш, осока и ольха. Начавшиеся в XIX веке вырубка лесов в верховьях реки, добыча угля, отвод воды для сельского хозяйства и дренаж привели к частичному разрушению болотной экосистемы и потере биологического разнообразия. В начале XXI века были предприняты меры по восстановлению болотной экосистемы, включая речные меандры. Сегодня река является основным источником водоснабжения города Кусиро.
В низовьях реки климат тихоокеанский, зимы сухие и холодные (сред. темп в январе −5.6 °C), лето влажное и прохладное (сред. темп в августе 17,9 °C). Среднегодовая температура составляет 6,0 °C. Среднегодовая норма осадков — 1077 мм. Зимой почва замерзает. Распространены туманы.
В XX веке катастрофические наводнения происходили в 1920, 1941 и 1947 годах. Во время наводнения 1941 года 24 человека погибло или пропало без вести, 69 домов было полностью разрушено, 959 — затоплено. В 1947 году 11 человек погибло или пропало без вести, затоплено более 7000 домов.